# Futbol a la República del Congo
El futbol és l'esport més popular a la República del Congo.

## Competicions

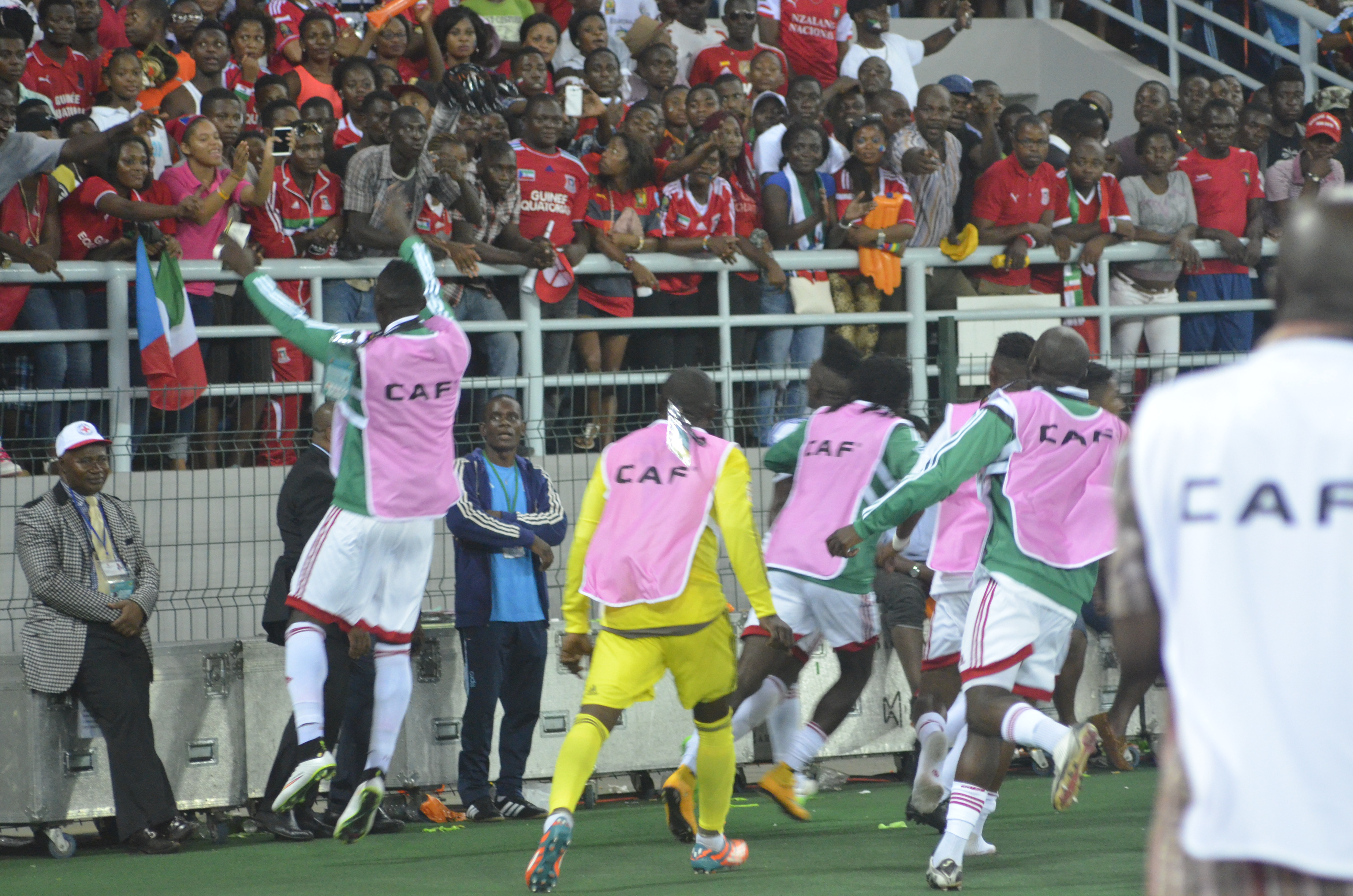
Jugadors de la República del Congo celebren un gol el 2015.

- Lliga de la República del Congo de futbol
- Copa de la República del Congo de futbol
- Supercopa de la República del Congo de futbol

## Principals clubs
Clubs amb més títols nacionals a 2019.
- Étoile du Congo
- CSMD Diables Noirs
- CARA Brazzaville
- AC Léopards de Dolisie
- Inter Club Brazzaville
- AS Cheminots
- Vita Club Mokanda
- Patronage Sainte-Anne
- AS Otôho
- Saint Michel de Ouenzé
- Munisport Pointe-Noire
- AS Police Brazzaville

## Jugadors destacats
Fonts:
Des de 1960
- Germain Dzabana Jadot
- Maxime Matsima
- Jacques Yvon Ndolou

Des de 1970
- Jonas Bahamboula Tostao
- Jean-Michel M'Bono
- Noël Minga Pépé
- Paul Moukila
- François M'Pelé
- Gabriel N'Dengaki
- Joseph N'Gassaki
- Joseph Wamba

Des de 1980
- Dominique Kiemba
- Jean-Jacques N'Domba
- Alphonse Yanghat

Des de 1990
- Florent Baloki-Milandou

Des de 2000
- Oscar Ewolo
- Destin Makita
- Christopher Samba

Des de 2010
- Delvin N'Dinga
- Francis N'Ganga
- Prince Oniangué
- Brice Samba

## Principals estadis

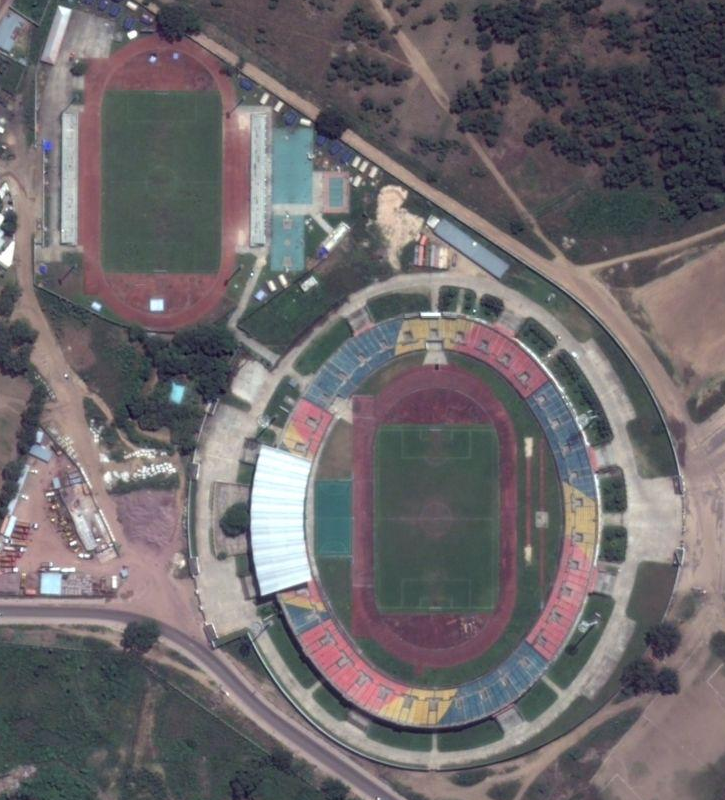
Estadi Alphonse Massemba-Débat.

| # | Estadi                           | Capacitat | Ciutat       |
| - | -------------------------------- | --------- | ------------ |
| 1 | Estadi Municipal de Kintélé      | 60.000    | Brazzaville  |
| 2 | Estadi Alphonse Massemba-Débat   | 33.037    | Brazzaville  |
| 3 | Estadi Municipal de Pointe-Noire | 13.594    | Pointe-Noire |
| 4 | Estadi Omnisport Marien Ngouabi  | 13.037    | Owando       |
| 5 | Estadi Omnisports de Kinkala     | 12.000    | Kinkala      |